# Медведков, Юрий Владимирович
Юрий Владимирович Медведко́в (род. 25 февраля 1928, Йошкар-Ола) — советский и американский географ, специалист по теоретической географии и экологии человека, один из основоположников количественной революции в советской географии.

## Биография

### Учёба. Начало карьеры
Родился 25 февраля 1928 года в городе Йошкар-Ола. В 1950 году окончил МГИМО и поступил в аспирантуру Института географии АН СССР. В студенческие годы общался в основном в технической среде, самостоятельно освоил прикладные математические методы.
В 1953 году защитил кандидатскую диссертацию по страноведческой тематике («Тихоокеанский северо-запад США: экономико-географическая характеристика») и поступил на работу в ВИНИТИ, благодаря чему имел неограниченный доступ к новейшим публикациям в зарубежных журналах, руководил процессом их реферирования. С середины 1950-х начал заниматься зарождавшейся тогда математизацией социальных наук.
С 1963 года возглавил отдел географии ВИНИТИ. Написал ряд страноведческих работ о странах Восточной и Южной Африки.

### Зрелые годы
В 1962 году, совместно с Л. И. Василевским, В. М. Гохманом, Ю. Г. Липецем и И. М. Маергойзом, создал Семинар по новым методам исследований в экономической географии при Отделении экономической географии Московского филиала Географического общества СССР, проходивший два раза в месяц. В 1964—1966 годах написал три тома книги «Экономгеографическая изученность районов капиталистического мира», ставших первым фундаментальным изданием в СССР по применению количественных методов в географии и постановке в связи с этим новых исследовательских проблем. В третьей части этого издания («Анализ конфигурации расселения»), Ю. В. Медведков одним из первых в мире применил энтропийные модели для изучения расселения.
В 1976 году защитил в Институте географии докторскую диссертацию «Моделирование в географии расселения».
В 1970 году возглавил Лабораторию экологии ВОЗ в Женеве. Работа в международной организации и связанная с эти возможность без ограничений выезжать за рубеж позволили Ю. В. Медведкову принимать активное участие в международных конференциях и симпозиумах, что принесло его работам известность и признание в зарубежной науке. В начале 1970-х принимал активное участие в работе Международного географического союза, внёс большой вклад в организацию XXIII Конгресса МГС в Москве (1976 г.).
В 1970-х годах преподавал курс «Зарубежные теории экономической географии» на кафедре экономической географии СССР МГУ.
В 1972 году, приехав в СССР для участия в совещании по применению математических методов в географии, узнал, что его сделали невыездным в связи с бойкотом СССР Первого конгресса ООН по окружающей среде человека, который готовила ВОЗ и лично Медведков. Продолжение его работы в ВИНИТИ также сделалось невозможным.
Усилиями А. А. Минца был принят на работу в Институт географии в качестве ведущего научного сотрудника, где в 1974 году возглавил новую Лабораторию экологии человека. На базе лаборатории организуется междисциплинарный семинар, руководителем которого стал Ю. В. Медведков. В 1978 году он пишет книгу «Человек и городская среда», отражающую новые результаты, полученные им и сотрудниками лаборатории. Через некоторое время небольшая лаборатория (8 сотрудников) становится сам продуктивным подразделением института.

### Репрессии
Продолжавшийся запрет на зарубежные командировки ограничивал контакты Медведкова с иностранными коллегами, препятствовал продолжению продуктивных проектов. Занятия экологией человека привели Медведкова к озабоченности проблемами ядерного разоружения, что вызвало пристальное внимание органов госбезопасности. В 1981 году Ю. В. Медведков и его жена Ольга Львовна подали документы на выезд из СССР, что привело к началу давления на их семью и коллектив лаборатории со стороны части руководства института. Попали под запрет ссылки на их работы в научных статьях. В 1981 году была сформирована рабочая группа по лишению их научных степеней, однако включенные туда учёные саботировали ее работу, и эта попытка провалилась. Юрий Медведков был понижен до младшего научного сотрудника, а его жена переведена во временный штат.
Давление на Медведковых значительно усилилось, после того как они вступили в «Группу за установление доверия между СССР и США» в 1982 году. В декабре 1983 года О. Л. Медведковой, находившейся на четвертом месяце беременности, было предъявлено обвинение в том, что она ударила милиционера. По окончании судебного процесса после ходатайства Маргарет Тэтчер в марте 1984 года Медведковой был вынесен приговор: 2 с половиной года лишения свободы условно с 3-летним испытательным сроком. Агенты КГБ организовали ДТП, когда Медведковы ехали на работу в институт на своей машине, и в этой аварии супруги выжили чудом. 12 июня 1986 года за их общественную деятельность Медведковых уволили из Института географии. После увольнения Медведковы вышли на улицу в футболках с надписью «Требую работы в соответствии с моей квалификацией», за что были отправлены под арест на 10 суток. В сентябре 1986 года Медведковы получили разрешение на выезд и предписание покинуть СССР в течение 2 суток.

### Эмиграция
С 1986 года Юрий Медведков является профессором Университета штата Огайо. Тематика его работ существенно изменилась после переезда в США: в конце 1980-х годов количественные исследования вышли из моды в мейнстриме американской географии, и Медведков стал больше заниматься динамикой пост-советских преобразований городов и городских систем стран бывшего СССР, геодемографией, влиянием глобализации на городские системы. В Университете штата Огайо вплоть до 2005 года преподавал курсы региональной географии постсоветского пространства и магистерский курс географии населения, широко использовал в преподавании ГИС и анализ данных. С 2006 года — заслуженный профессор.

## Основные научные работы

### Книги
- Медведков Ю. В. Басутоленд. Свазиленд. Бечуаналенд. — Москва: Географгиз, 1960. — 56 с. — (У карты мира).
- Медведков Ю. В. Экономгеографическая изученность районов капиталистического мира. Состав источников. Различия в интенсивности исследований. — Москва: ИНИОН, 1964. — Т. 1. — 83 с.
- Медведков Ю. В. Экономгеографическая изученность районов капиталистического мира. Приложения математики в экономической географии. — Москва: ИНИОН, 1965. — Т. 2. — 162 с.
- Медведков Ю. В. Экономгеографическая изученность районов капиталистического мира. Анализ конфигурации расселения. — Москва: ИНИОН, 1966. — Т. 3. — 116 с.
- Медведков Ю. В. Человек и городская среда. — Москва: Наука, 1978. — 214 с.

### Статьи
- Медведков Ю. В. О размерах городов, объединенных в систему // Количественные методы исследования в экономической географии. — Москва, 1964.
- Медведков Ю. В. Регулярная компонента в сетях расселения, изображенных на карте // Известия АН СССР. Серия географическая. — 1966. — № 4. — С. 110—122.
- Medvedkov Y. The concept of entropy in settlement pattern analysis (англ.) // Papers of the Regional Science Association. — 1967. — Vol. 18, no. 1. — P. 165—168. — doi:10.1007/BF01940320.
- Медведков Ю. В. Топологический анализ сетей населенных мест // Вопросы географии. Математика в экономической географии. — Москва: Мысль, 1968. — Т. 77. — С. 159—167.
- Medvedkov Y. An application of topology in central place analysis (англ.) // Papers in Regional Science. — 1968. — Vol. 20, no. 1. — P. 77—84. — doi:10.1111/j.1435-5597.1968.tb01389.x.
- Medvedkov Y. Entropy: an assessment of potentialities in geography (англ.) // Economic Geography. — 1970. — Vol. 46, no. 1. — P. 306—316.
- Medvedkov Y. Internal structure of a city: an ecological assessment (англ.) // Papers in Regional Science. — 1971. — Vol. 27, no. 1. — P. 95—118. — doi:10.1111/j.1435-5597.1971.tb01506.x.